# Илияс Гюлекас
Илияс Гюлекас (на гръцки: Ηλίας Γκιουλέκας) е гръцки революционер, деец на Гръцката въоръжена пропаганда в Македония.

## Биография
Роден е в гревенското село Стихази, тогава в Османската империя, днес Айдония, Присъединява се към гръцката революционна организация, сражаваща се с българските чети на ВМОРО. Участва в сражения в Горуша, Кайлярско и край Жупан. При избухването на Балканската война в 1912 година Гюлекас заедно с брат си Димитриос е доброволец в Гръцката армия. След присъединяването на Гревенско към Гърция вследствие на Балканските войни заедно, Илияс Гюлекас става кмет на Стихази.